# Parasynema cirripes
Parasynema cirripes är en spindelart som först beskrevs av O. Pickard-Cambridge 1891.  Parasynema cirripes ingår i släktet Parasynema och familjen krabbspindlar. Inga underarter finns listade i Catalogue of Life.